# Alan Wake's American Nightmare
Alan Wake's American Nightmare is een computerspel uit 2012 ontwikkeld door Remedy Entertainment en uitgegeven door Microsoft Studios. Hoewel dit spel een nieuw zelfstandig deel in de serie is, volgt het verhaal niet direct op het origineel en moet het als een spin-off van de reeks worden gezien.

## Gameplay
De game maakt gebruik van dezelfde gevechtsmechanieken als het origineel: Alan heeft een zaklamp waarmee hij vijanden een tijdje moet beschijnen alvorens z'n vuurwapens effect kunnen hebben. American Nightmare oriënteert zich meer op gevechten, bevat meer munitie en een breder spectrum aan wapens, zoals een machinegeweer, een spijkerpistool, een kruisboog en jachtgeweren. Sommige wapens komen pas beschikbaar via een wapenkoffer nadat een minimumaantal manuscriptpagina's gevonden is. Verzamelbare pagina's waren ook aanwezig in Alan Wake, maar dienden slechts als extra verhaalelement.
Ook kent de game een arcade mode waarin Alan het op moet nemen tegen in moeilijkheidsgraad toenemende golven van vijanden. Nieuwe gebieden worden vrijgespeeld door het succesvol volbrengen van een ronde. De beschikbaarheid van wapens is afhankelijk van het aantal manuscriptpagina's dat in de story mode gevonden is.

## Ontvangst
| GameRankings              | Metacritic        |
| ------------------------- | ----------------- |
| (X360) 77,29% (PC) 73,37% | (X360) 76 (PC) 73 |